# Aphanizomenon
Genre
Synonymes
- Limnanthe Kützing, 1843[2]
- Limnochilde Kützing, 1843[3]
- Limnochlide Kützing, 1843[2]

Aphanizomenon est un genre de cyanobactéries de la famille des Aphanizomenonaceae.

## Liste d'espèces
Selon AlgaeBase (14 mai 2018) :
- Aphanizomenon balticum Willén et al.
- Aphanizomenon chinense Negoro
- Aphanizomenon favaloroi S.H.Otaño
- Aphanizomenon flexuosum Komárek & Kovácik
- Aphanizomenon flosaquae Ralfs ex Bornet & Flahault - espèce type
- Aphanizomenon gracile Lemmermann
- Aphanizomenon holsaticum P.Richter
- Aphanizomenon hungaricum Komárková-Legnerová & Mátyás
- Aphanizomenon incurvum Morren ex Bornet & Flahault
- Aphanizomenon kaufmannii Schmidle
- Aphanizomenon klebahnii Elenkin ex Pechar
- Aphanizomenon manguinii Bourrelly
- Aphanizomenon morrenii Kufferath
- Aphanizomenon paraflexuosum M.Watanabe
- Aphanizomenon platense Seckt
- Aphanizomenon schindleri Kling, Findlay & Komárek
- Aphanizomenon skujae Komárková-Legnerová & Cronberg
- Aphanizomenon slovenicum Rekar & Hindak
- Aphanizomenon strictum Nayal
- Aphanizomenon yezoense M.Watanabe

Selon BioLib (14 mai 2018) :
- Aphanizomenon aphanizomenoides (Forti) Hortobágyi & Komárek, 1979
- Aphanizomenon flos-aquae (Linnaeus) Ralfs ex Bornet & Flahault
- Aphanizomenon yezoense

Selon Catalogue of Life (14 mai 2018) et ITIS (14 mai 2018) :
- Aphanizomenon flosaquae J. Ralfs Ex Bornet & Flah.
- Aphanizomenon holsaticum Richter

Selon NCBI (14 mai 2018) :
- Aphanizomenon baltica
- Aphanizomenon flos-aquae
- Aphanizomenon gracile

Selon World Register of Marine Species (14 mai 2018) :
- Aphanizomenon balticum Willén & al.
- Aphanizomenon chinense Negoro, 1943
- Aphanizomenon favaloroi S.H.OtaÃ±o, 2012
- Aphanizomenon flexuosum Komárek & Kovácik, 1989
- Aphanizomenon flosaquae Ralfs ex Bornet & Flahault, 1886
- Aphanizomenon gracile (Lemmermann) Lemmermann, 1907
- Aphanizomenon hungaricum Komárková-Legnerová & Mátyás, 1995
- Aphanizomenon incurvum Morren ex Bornet & Flahault, 1886
- Aphanizomenon kaufmannii Schmidle, 1914
- Aphanizomenon klebahnii Elenkin ex Pechar, 2008
- Aphanizomenon manguinii Bourrelly, 1952
- Aphanizomenon paraflexuosum M.Watanabe, 1991
- Aphanizomenon platense Seckt, 1921
- Aphanizomenon schindleri Kling, Findlay & Komárek, 1994
- Aphanizomenon skujae Komárková-Legnerová & Cronberg, 1992
- Aphanizomenon slovenicum Rekar & Hindak, 2002
- Aphanizomenon strictum Nayal, 1932
- Aphanizomenon yezoense M.Watanabe, 1991